# Bahnstrecke Rheinhausen–Kleve
| Verlauf der Niederrheinstrecke |                                                       |                                           |                                           |
| Streckennummer (DB): | 2330                                                  |                                           |                                           |
| Kursbuchstrecke (DB): | 424, 498                                              |                                           |                                           |
| Kursbuchstrecke: | 243 (1946) 243a (Menzelen West – (Hohenbudberg) 1946) |                                           |                                           |
| Streckenlänge: | 63,2 km                                               |                                           |                                           |
| Spurweite: | 1435 mm (Normalspur)                                  |                                           |                                           |
| Streckenklasse: | D4                                                    |                                           |                                           |
| Stromsystem: | Rheinhausen–Millingen: 15 kV 16,7 Hz ~                |                                           |                                           |
| Streckengeschwindigkeit: | 90 (120) km/h                                         |                                           |                                           |
| Zugbeeinflussung: | PZB90                                                 |                                           |                                           |
| Zweigleisigkeit: | Rheinhausen–Rheinkamp                                 |                                           |                                           |
| |                                                       |                                           |                                           |
| \| \| \| ehem. Strecke von Nijmegen \| \| \| \| \| ehem. Trajekt von Elten \| \| \| \| 63,2 \| Kleve \| Kleve \| \| \| \| Strecke nach Krefeld \| \| \| \| 61,0 \| Qualburg \| Qualburg \| \| \| 58,5 \| Hasselt (Rheinland) \| Hasselt (Rheinland) \| \| \| 54,6 \| Till-Moyland \| Till-Moyland \| \| \| 51,3 \| Kalkar \| Kalkar \| \| \| 46,7 \| Appeldorn (Rheinland) \| Appeldorn (Rheinland) \| \| \| 43,8 \| Marienbaum \| Marienbaum \| \| \| 40,4 \| Wardt \| Wardt \| \| \| 37,5 \| Xanten \| Xanten \| \| \| 34,4 \| Birten \| Birten \| \| \| \| ehem. Strecke Boxtel–Büderich \| \| \| \| 31,8 \| Winnenthal \| Winnenthal \| \| \| 29,4 \| Menzelen West ehem. Strecke Venlo–Wesel \| Menzelen West ehem. Strecke Venlo–Wesel \| \| \| \| Verbindungsstrecke von Büderich \| \| \| \| 27,8 \| Alpen Awanst \| Alpen Awanst \| \| \| 27,2 \| Alpen \| Alpen \| \| \| 23,6+0,023,4+205,1 \| \| \| \| \| 23,4+172 \| Millingen \| Millingen \| \| \| 23,0 \| Millingen Gbf \| Millingen Gbf \| \| \| \| zur Solvay-Werksbahn \| \| \| \| 20,4 \| Rheinberg (Rheinl) \| Rheinberg (Rheinl) \| \| \| \| Strecke Rheinberg–Orsoy–Moers \| \| \| \| 18,4 \| Rheinberg Süd \| Rheinberg Süd \| \| \| 15,5 \| Rheinkamp \| Rheinkamp \| \| \| \| geplanter Gleisbogen für eine direkte \| \| \| \| \| Verbindung von Moers nach Kamp-Lintfort \| \| \| \| \| Grubenbahn Zeche Friedrich Heinrich \| \| \| \| 12,3 \| Utfort \| Utfort \| \| \| 11,4 \| Rheinpreußen (ehem. Bf) \| Rheinpreußen (ehem. Bf) \| \| \| \| ehem. Strecke nach Duisburg-Baerl \| \| \| \| \| ehem. Strecke von Geldern \| \| \| \| \| Güterstrecke von Duisburg-Baerl \| \| \| \| 11,1 \| Meerbeck (Abzw) \| Meerbeck (Abzw) \| \| \| \| Strecke Moers–Orsoy–Rheinberg \| \| \| \| \| Strecke Rheinberg–Moers–Hoerstgen-Sevelen \| \| \| \| \| zum Schacht Rheinpreußen 4 \| \| \| \| 9,4 \| Moers \| Moers \| \| \| \| zur ehem. Strecke nach Homberg \| \| \| \| 8,0 \| Moers Gbf \| Moers Gbf \| \| \| \| ehem. Strecke von Duisburg-Baerl \| \| \| \| 6,6 \| Asberg (Abzw) \| Asberg (Abzw) \| \| \| \| ehem. Strecke nach Hohenbudberg (s. u.) \| \| \| \| \| Anschlussstrecke von Trompet-Sachtleben \| \| \| \| 4,5 \| Trompet \| Trompet \| \| \| \| ehem. Strecke nach Krefeld \| \| \| \| 2,5 \| Rumeln \| Rumeln \| \| \| \| Strecke von Krefeld \| \| \| \| 1,8 \| Borgschenhof (Abzw) \| Borgschenhof (Abzw) \| \| \| \| ehem. Strecke von Asberg (s. o.) \| \| \| \| \| (niveaugleiche Einfädelung) \| \| \| \| 0,0 \| Rheinhausen \| Rheinhausen \| \| \| \| Strecke nach Duisburg \| \| \| \| \| \| \| \| Quellen: [1][2] \| \| \| \| |                                                       |                                           |                                           |
| Strecke (außer Betrieb) |                                                       | ehem. Strecke von Nijmegen                | ehem. Strecke von Nijmegen                |
| Abzweig geradeaus und von links (Strecke außer Betrieb) |                                                       | ehem. Trajekt von Elten                   | ehem. Trajekt von Elten                   |
| Kopfbahnhof Strecke bis hier außer Betrieb | 63,2                                                  | Kleve                                     | Kleve                                     |
| Abzweig ehemals geradeaus und nach rechts |                                                       | Strecke nach Krefeld                      | Strecke nach Krefeld                      |
| Haltepunkt / Haltestelle (Strecke außer Betrieb) | 61,0                                                  | Qualburg                                  | Qualburg                                  |
| Haltepunkt / Haltestelle (Strecke außer Betrieb) | 58,5                                                  | Hasselt (Rheinland)                       | Hasselt (Rheinland)                       |
| Haltepunkt / Haltestelle (Strecke außer Betrieb) | 54,6                                                  | Till-Moyland                              | Till-Moyland                              |
| Bahnhof (Strecke außer Betrieb) | 51,3                                                  | Kalkar                                    | Kalkar                                    |
| Haltepunkt / Haltestelle (Strecke außer Betrieb) | 46,7                                                  | Appeldorn (Rheinland)                     | Appeldorn (Rheinland)                     |
| Bahnhof (Strecke außer Betrieb) | 43,8                                                  | Marienbaum                                | Marienbaum                                |
| Haltepunkt / Haltestelle (Strecke außer Betrieb) | 40,4                                                  | Wardt                                     | Wardt                                     |
| Kopfbahnhof Strecke bis hier außer Betrieb | 37,5                                                  | Xanten                                    | Xanten                                    |
| ehemaliger Haltepunkt / Haltestelle | 34,4                                                  | Birten                                    | Birten                                    |
| Kreuzung geradeaus oben (Querstrecke außer Betrieb) |                                                       | ehem. Strecke Boxtel–Büderich             | ehem. Strecke Boxtel–Büderich             |
| ehemaliger Haltepunkt / Haltestelle | 31,8                                                  | Winnenthal                                | Winnenthal                                |
| ehemaliger Turmbahnhof geradeaus oben (Querstrecke außer Betrieb) | 29,4                                                  | Menzelen West ehem. Strecke Venlo–Wesel   | Menzelen West ehem. Strecke Venlo–Wesel   |
| Abzweig geradeaus und von links |                                                       | Verbindungsstrecke von Büderich           | Verbindungsstrecke von Büderich           |
| Blockstelle | 27,8                                                  | Alpen Awanst                              | Alpen Awanst                              |
| Haltepunkt / Haltestelle | 27,2                                                  | Alpen                                     | Alpen                                     |
| Kilometer-Wechsel | 23,6+0,023,4+205,1                                    |                                           |                                           |
| Bahnhof | 23,4+172                                              | Millingen                                 | Millingen                                 |
| Dienststation / Betriebs- oder Güterbahnhof | 23,0                                                  | Millingen Gbf                             | Millingen Gbf                             |
| Abzweig geradeaus und nach links |                                                       | zur Solvay-Werksbahn                      | zur Solvay-Werksbahn                      |
| Bahnhof | 20,4                                                  | Rheinberg (Rheinl)                        | Rheinberg (Rheinl)                        |
| Abzweig geradeaus und nach links |                                                       | Strecke Rheinberg–Orsoy–Moers             | Strecke Rheinberg–Orsoy–Moers             |
| ehemaliger Haltepunkt / Haltestelle | 18,4                                                  | Rheinberg Süd                             | Rheinberg Süd                             |
| Dienststation / Betriebs- oder Güterbahnhof | 15,5                                                  | Rheinkamp                                 | Rheinkamp                                 |
| Strecke |                                                       | geplanter Gleisbogen für eine direkte     | geplanter Gleisbogen für eine direkte     |
| Abzweig geradeaus, nach links und ehemals von links · Strecke von rechts |                                                       | Verbindung von Moers nach Kamp-Lintfort   | Verbindung von Moers nach Kamp-Lintfort   |
| Kreuzung geradeaus unten · Abzweig ehemals quer, nach rechts und ehemals nach links |                                                       | Grubenbahn Zeche Friedrich Heinrich       | Grubenbahn Zeche Friedrich Heinrich       |
| ehemaliger Haltepunkt / Haltestelle | 12,3                                                  | Utfort                                    | Utfort                                    |
| ehemaliger Haltepunkt / Haltestelle | 11,4                                                  | Rheinpreußen (ehem. Bf)                   | Rheinpreußen (ehem. Bf)                   |
| Abzweig geradeaus und ehemals nach links |                                                       | ehem. Strecke nach Duisburg-Baerl         | ehem. Strecke nach Duisburg-Baerl         |
| Abzweig geradeaus und ehemals von rechts |                                                       | ehem. Strecke von Geldern                 | ehem. Strecke von Geldern                 |
| Abzweig geradeaus und von links |                                                       | Güterstrecke von Duisburg-Baerl           | Güterstrecke von Duisburg-Baerl           |
| Blockstelle | 11,1                                                  | Meerbeck (Abzw)                           | Meerbeck (Abzw)                           |
| Kreuzung geradeaus unten |                                                       | Strecke Moers–Orsoy–Rheinberg             | Strecke Moers–Orsoy–Rheinberg             |
| Abzweig geradeaus und nach rechts |                                                       | Strecke Rheinberg–Moers–Hoerstgen-Sevelen | Strecke Rheinberg–Moers–Hoerstgen-Sevelen |
| Abzweig geradeaus und ehemals nach links |                                                       | zum Schacht Rheinpreußen 4                | zum Schacht Rheinpreußen 4                |
| Bahnhof | 9,4                                                   | Moers                                     | Moers                                     |
| Kreuzung (Querstrecke außer Betrieb) |                                                       | zur ehem. Strecke nach Homberg            | zur ehem. Strecke nach Homberg            |
| Dienststation / Betriebs- oder Güterbahnhof | 8,0                                                   | Moers Gbf                                 | Moers Gbf                                 |
| Abzweig geradeaus und ehemals von links |                                                       | ehem. Strecke von Duisburg-Baerl          | ehem. Strecke von Duisburg-Baerl          |
| ehemalige Blockstelle | 6,6                                                   | Asberg (Abzw)                             | Asberg (Abzw)                             |
| Abzweig geradeaus und ehemals nach links |                                                       | ehem. Strecke nach Hohenbudberg (s. u.)   | ehem. Strecke nach Hohenbudberg (s. u.)   |
| Abzweig geradeaus und von links |                                                       | Anschlussstrecke von Trompet-Sachtleben   | Anschlussstrecke von Trompet-Sachtleben   |
| Bahnhof | 4,5                                                   | Trompet                                   | Trompet                                   |
| Abzweig geradeaus, nach links und ehemals nach rechts · Strecke von rechts |                                                       | ehem. Strecke nach Krefeld                | ehem. Strecke nach Krefeld                |
| Haltepunkt / Haltestelle · Strecke | 2,5                                                   | Rumeln                                    | Rumeln                                    |
| Strecke von rechts · Strecke · Strecke |                                                       | Strecke von Krefeld                       | Strecke von Krefeld                       |
| Abzweig geradeaus und ehemals nach links · Abzweig geradeaus und ehemals nach rechts · Strecke | 1,8                                                   | Borgschenhof (Abzw)                       | Borgschenhof (Abzw)                       |
| Abzweig geradeaus und nach links · Kreuzung geradeaus oben · Abzweig ehemals quer und nach rechts |                                                       | ehem. Strecke von Asberg (s. o.)          | ehem. Strecke von Asberg (s. o.)          |
| Strecke nach links · Abzweig geradeaus und von rechts |                                                       | (niveaugleiche Einfädelung)               | (niveaugleiche Einfädelung)               |
| Bahnhof | 0,0                                                   | Rheinhausen                               | Rheinhausen                               |
| Strecke |                                                       | Strecke nach Duisburg                     | Strecke nach Duisburg                     |
| |                                                       |                                           |                                           |
| Quellen: |                                                       |                                           |                                           |

Die Bahnstrecke Rheinhausen–Kleve (Niederrheinstrecke) ist eine ehemals durchgehende Eisenbahnstrecke am Niederrhein in Nordrhein-Westfalen.
Die Strecke ist zwischen Rheinhausen und Rheinkamp zweigleisig ausgebaut und als Hauptbahn klassifiziert, bis Xanten verläuft sie weiter als eingleisige Nebenbahn. Der letzte Abschnitt bis Kleve ist seit 1990 außer Betrieb. Bis Millingen (bei Rheinberg) ist die Strecke mit Oberleitung elektrifiziert.

## Namensgebung
Die Niederrheinstrecke wurde 1903/04 unter dem Namen Hippeland-Express von der Preußischen Staatseisenbahn gebaut. „Hippe“ bedeutet Ziege im kleverländischen Dialekt, als typisches Haustier der niederrheinischen Landbevölkerung zeigte der Name der Bahnstrecke auch die wirtschaftliche Struktur des Niederrheins. Diese und die vergleichsweise dünne Besiedlung sind maßgeblich für den Niedergang der Gesamtstrecke und die Stilllegung des Nordteils.

## Verlauf der Strecke
Die am 15. August 1904 offiziell eröffnete Strecke beginnt im Bahnhof Rheinhausen, dort schert sie bis heute niveaugleich aus der Bahnstrecke Osterath–Dortmund Süd der ehemaligen Rheinischen Eisenbahn-Gesellschaft (RhE) aus, über die sie betrieblich bis zum Duisburger Hauptbahnhof durchgebunden wird.
Auf heutigem Duisburger Stadtgebiet kreuzte sie im Bahnhof Trompet (ebenfalls niveaugleich) die ehemalige Bahnstrecke Duisburg-Ruhrort–Mönchengladbach, die vor der Verstaatlichung zuletzt der ehemaligen Bergisch-Märkischen Eisenbahn-Gesellschaft (BME) gehörte.
Im ehemaligen Bahnhof Menzelen West kreuzt sie niveaufrei zunächst die ehemalige Bahnstrecke Haltern–Venlo, einem Teilstück der Hamburg-Venloer Bahn der ehemaligen Köln-Mindener Eisenbahn-Gesellschaft (CME), und kurz danach die ehemalige Bahnstrecke Boxtel-Büderich der ehemaligen Noord-Brabantsch-Duitsche Spoorweg-Maatschappij. Die Strecke endete schließlich im Bahnhof Kleve an der Linksniederrheinischen Strecke (wiederum RhE).

## Teilstilllegung
In den 1970er und 1980er Jahren wurden viele Industriebetriebe und Zechen in Duisburg und anderen Städten des Ruhrgebiets stillgelegt, so dass weniger Pendler die Strecke nutzten und diese im Laufe der Zeit immer unrentabler wurde.
Die Fahrgastzahlen gingen so weit zurück, dass sich die Deutsche Bundesbahn entschloss, einen Teil der Strecke zwischen Kleve und Xanten aufzugeben. Dringende Ausbesserungsarbeiten im nördlichen Teil wurden daher vertagt und schließlich gar nicht mehr durchgeführt. Der Personenverkehr auf diesem Abschnitt wurde am 29. Dezember 1989 und der Güterverkehr am 28. Februar 1990 eingestellt, die Strecke 2003 zurückgebaut.
Seit 2010 wird am Bau eines Fahrradweges auf der Trasse gearbeitet. Dieser ist bisher zwischen Xanten und Marienbaum fertiggestellt. Im Sommer 2012 wurde ein weiteres Teilstück in Kleve fertiggestellt. Bis der Radweg zwischen Xanten und Kleve vollständig befahrbar ist, werden vermutlich noch einige Jahre vergehen, da diese Investitionen von der Landesförderung und den Realisierungsmöglichkeiten in den Anliegerkommunen abhängig sind. Überdies wurden einige der ehemaligen Bahntrassengrundstücke verkauft, sodass eine komplett durchgängige Befahrbarkeit auf der alten Trasse nicht möglich sein wird.
Im Bebauungsplan der Stadt Xanten ist vermerkt, dass der stillgelegte Streckenabschnitt (Kleve–Xanten) trotz Entwidmung nach dem Regionalplan des Regierungsbezirks Düsseldorf (Gebietsentwicklungsplan GEP 99) nicht überbaut werden darf, um eine etwaige spätere Reaktivierung zu ermöglichen. Eine Wiederbelebung auf der alten Trasse nördlich des Xantener Bahnhofs ist jedoch unwahrscheinlich, da sie einen Teil der als Bodendenkmal und Welterbe geschützten Römerstadt Colonia Ulpia Traiana schneidet und der Bestandsschutz der alten Strecke erloschen ist.

## Erweiterung von Rheinkamp nach Kamp-Lintfort

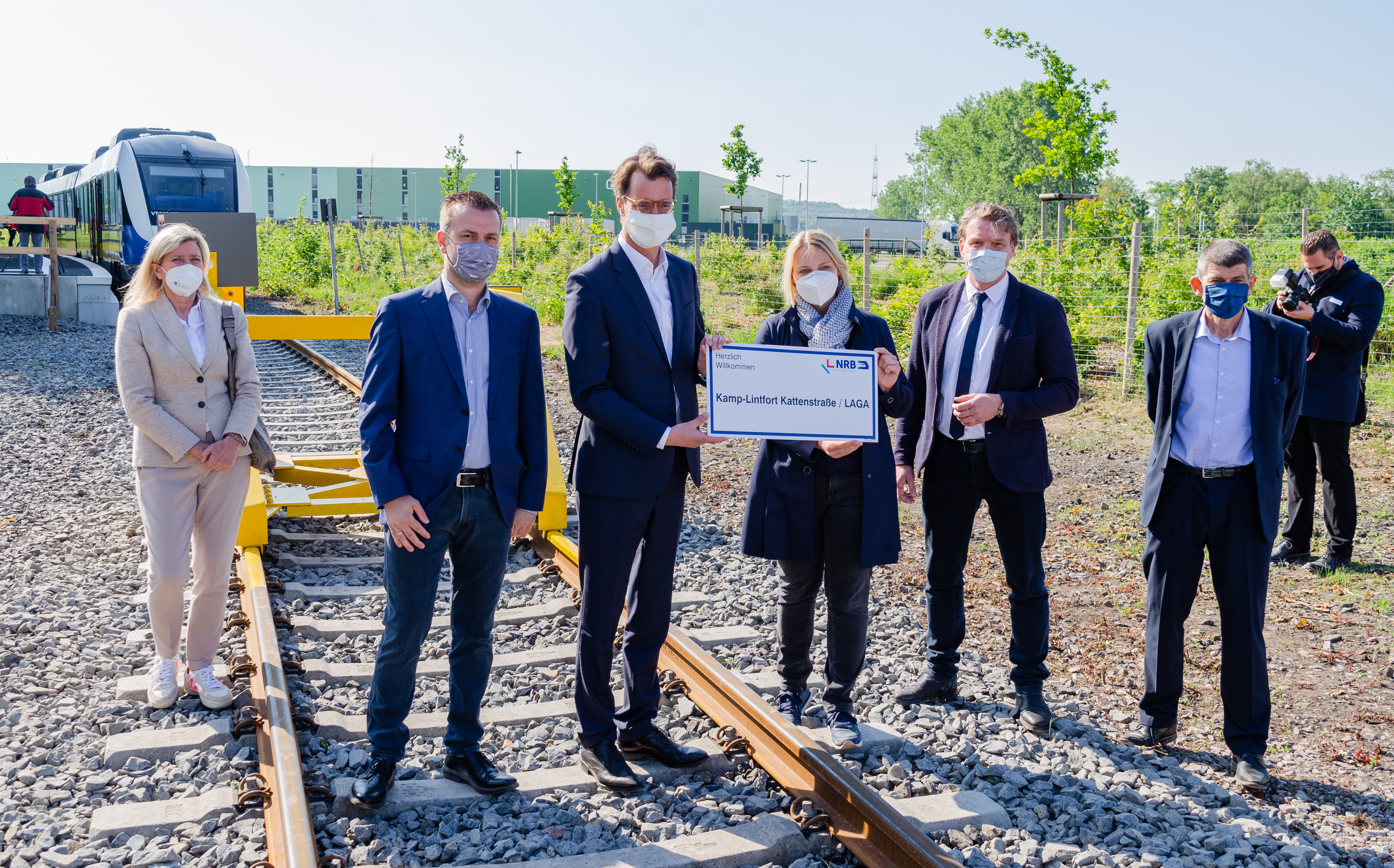
Pressetermin beim ersten planmäßigen Halt des RB 31 am Haltepunkt Kamp-Lintfort Süd

Die Stadt Kamp-Lintfort forderte seit den 2010er Jahren eine Anbindung über die Strecke der Grubenanschlussbahn (Bahnstrecke Zeche Friedrich Heinrich–Rheinpreußen-Hafen) durch eine Spange, welche in Rheinkamp abzweigt. In Moers endende Züge würden dorthin verlängert. Ende 2016 kam die Zusage der Landesregierung, wonach diese Verbindung bis 2020 realisiert werden soll. Hierdurch werden die künftige Landesgartenschau und der Kamp-Lintforter Campus der Hochschule Rhein-Waal angebunden. Nachdem die Eröffnung der Landesgartenschau wegen der COVID-19-Pandemie um einige Wochen verschoben wurde, startete der Wochenendpendelverkehr am 16. Mai 2020.

## Bedienungsangebot
Die Niederrheinstrecke wird im SPNV zwischen Duisburg und Xanten täglich im Stundentakt mit Kreuzung in Moers zur üblichen Symmetrieminute :28 und von Duisburg nach Moers montags bis freitags sowie samstags tagsüber alle 30 Minuten von der Regionalbahn RB 31 „Der Niederrheiner“ genutzt. Der Dreißigminutentakt wird in der Hauptverkehrszeit mit je zwei Zugpaaren von beziehungsweise nach Xanten durchgebunden. An Samstagen, Sonn- und Feiertagen war im Stundentakt die Regionalbahn RB 31 „Der Niederrheiner“ vom 16. Mai bis 11. Oktober 2020 zwischen Duisburg und Kamp-Lintfort Süd Landesgartenschau 2020 mit Zwischenhalt Bahnhof Rheinhausen – Haltepunkt Rumeln – Trompet – Bahnhof Moers während der Landesgartenschau im Angebot. Seit Februar 2020 ist an Wochenarbeitstagen der Regional-Express RE 44 „Fossa-Emscher-Express“ im Stundentakt ab Moers über Duisburg und Oberhausen nach Bottrop unterwegs.
Durchgeführt wurde der Schienenpersonennahverkehr bis Dezember 2009 von der DB Regio NRW, die Dieseltriebwagen der Baureihe 643 in Einzel- oder Doppeltraktion einsetzte.
Im Dezember 2009 hat die NordWestBahn die Nahverkehrsleistungen auf dieser Strecke übernommen, da sie die Ausschreibung des Niers-Rhein-Emscher-Netzes gewonnen hatte. Zum Einsatz kommen Triebwagen vom Typ LINT 41. Zum September 2022 wurden die Leistungen konzernintern an die RheinRuhrBahn übertragen. Die bisher von der NordWestBahn eingesetzten Fahrzeuge werden weiterhin eingesetzt.

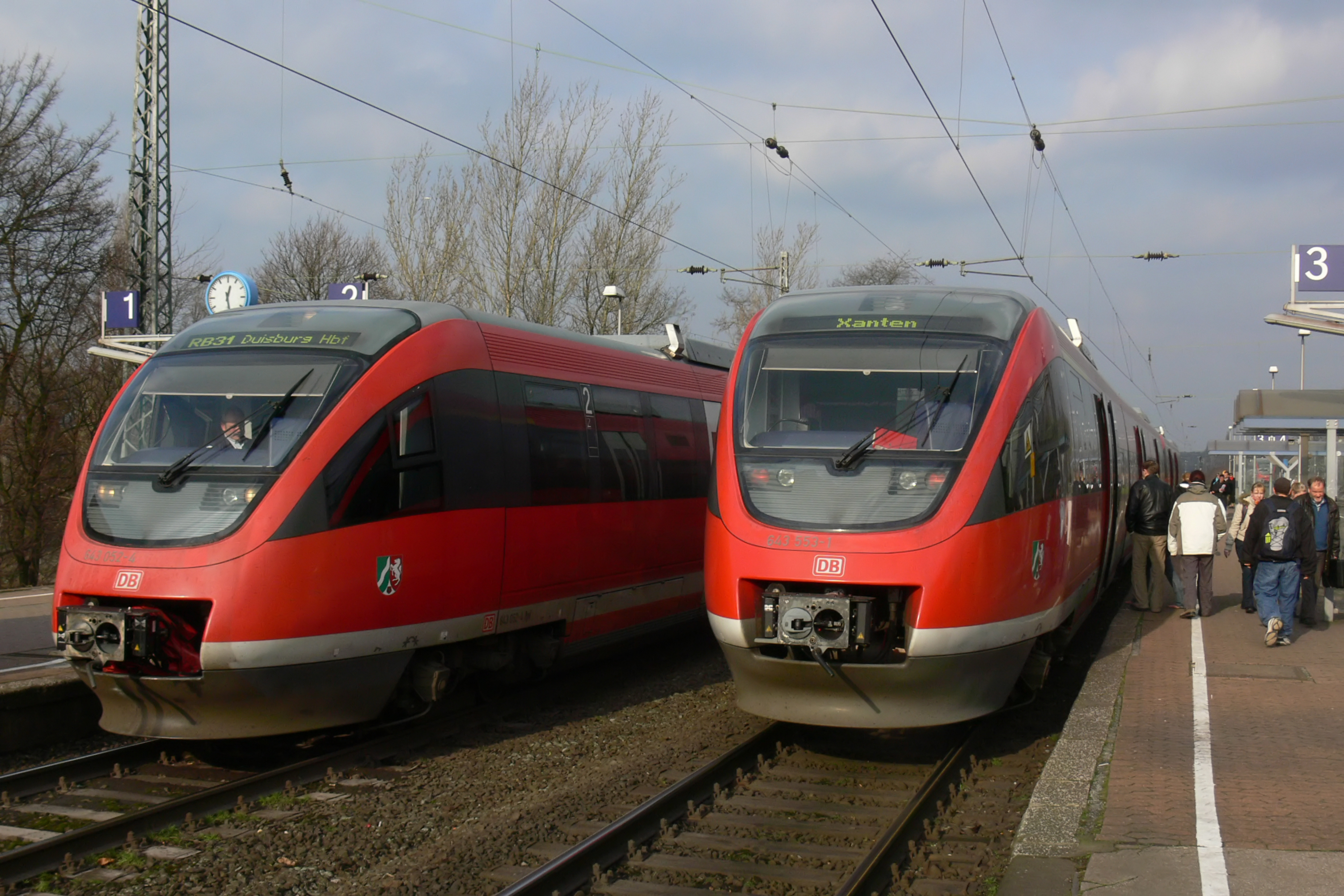
DB-Baureihe 643 der DB im Bahnhof Moers
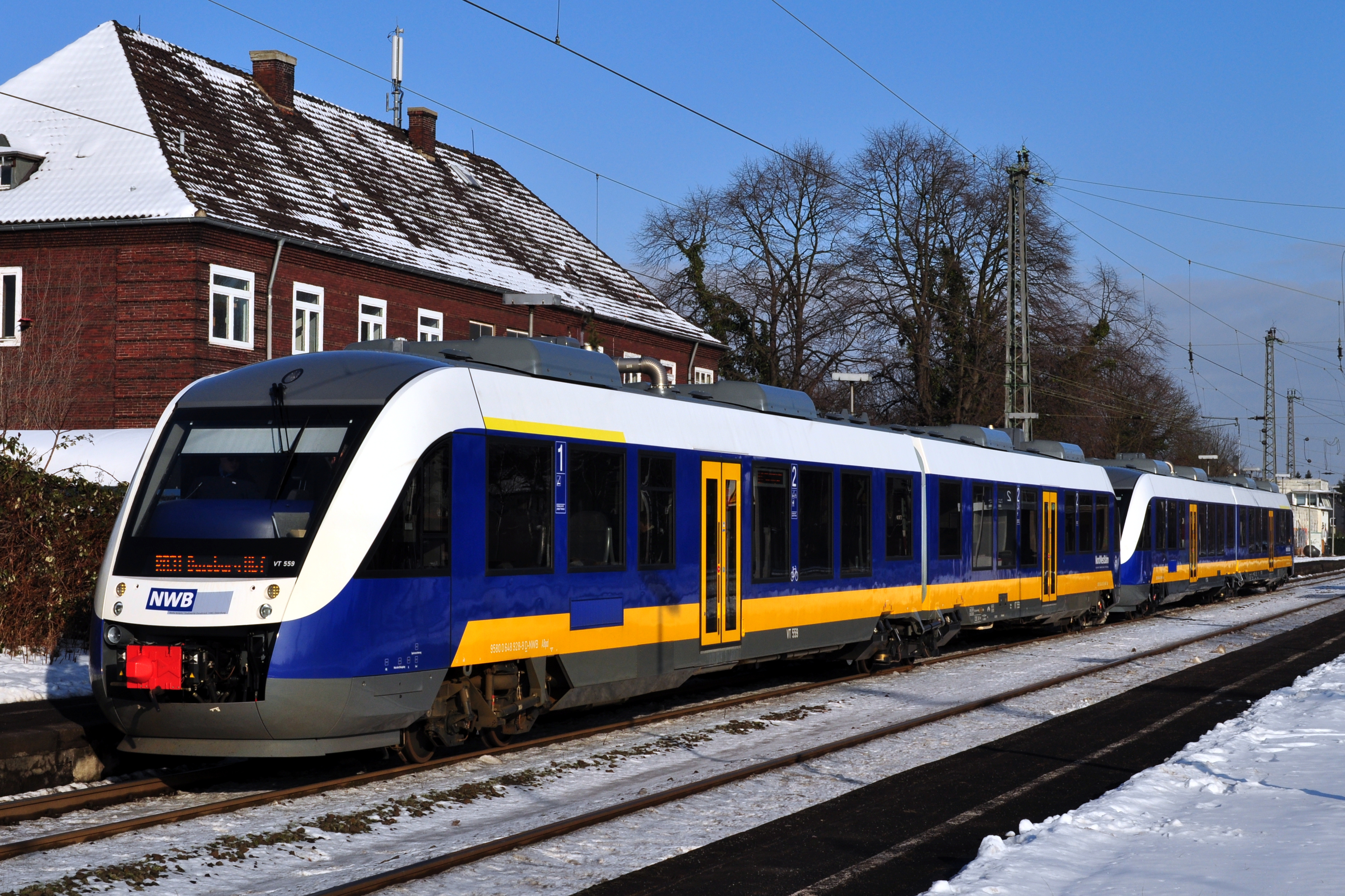
LINT 41 der NWB im Bahnhof Trompet

## Sonstiges

### Bahnübergang in Birten
Der schwer einsehbare, unbeschrankte Bahnübergang an der Römerstraße bei Birten soll mit Schranken ausgestattet werden, da es dort wiederholt zu Verkehrsunfällen mit Fahrzeugen kam.

### Unfall 2024
Am 24. September 2024 kollidierte ein Regionalzug der RheinRuhrBahn im Bahnhof Rheinkamp mit einer abgestellten Lokomotive. Elf Personen wurden dabei leicht, drei Personen schwer verletzt.